# Casa Museo Académie Vitti
Koordinaten: 41° 38′ 22,9″ N, 13° 46′ 8,6″ O

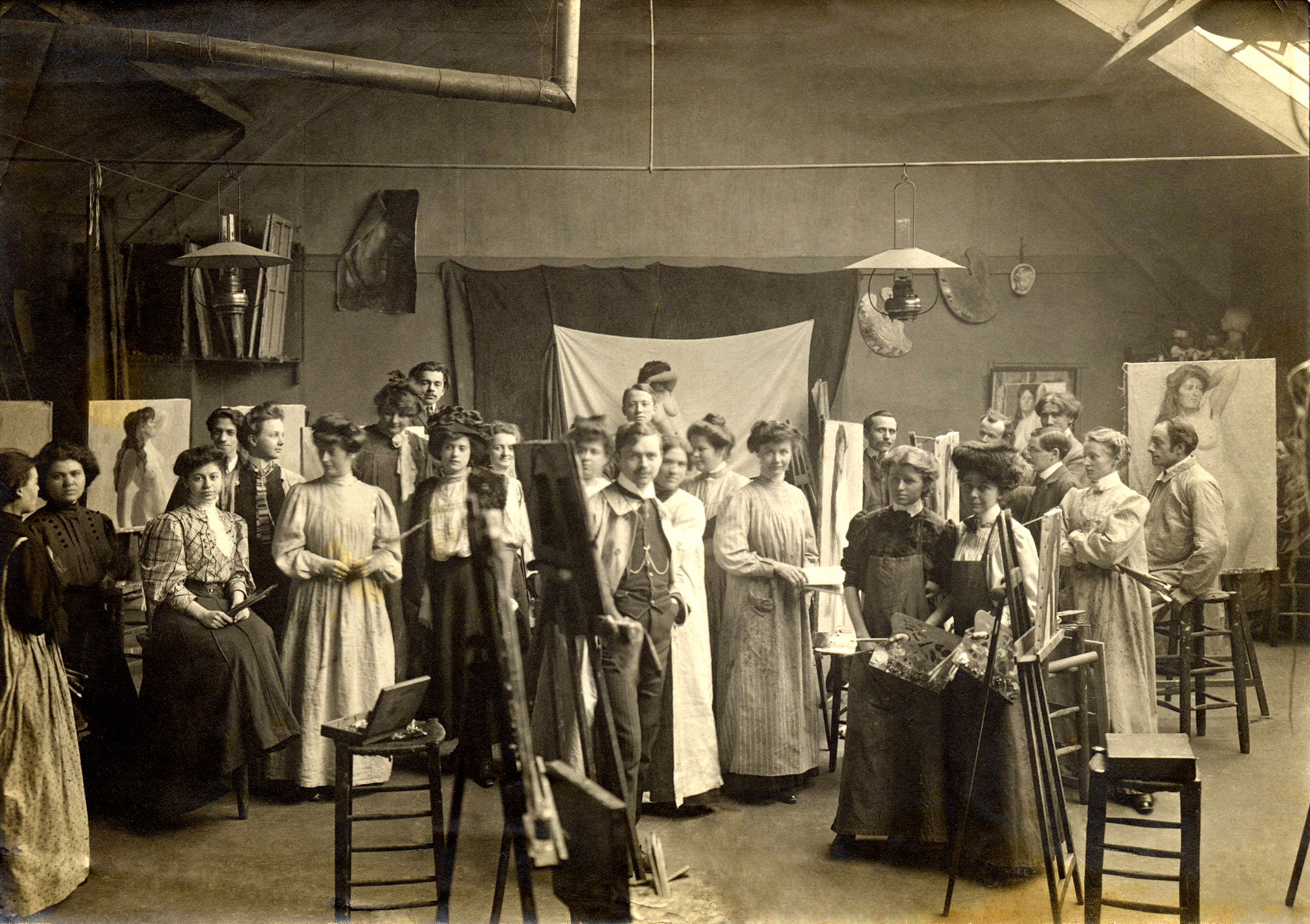
Académie Vitti, 1905, Casa Museo Académie Vitti

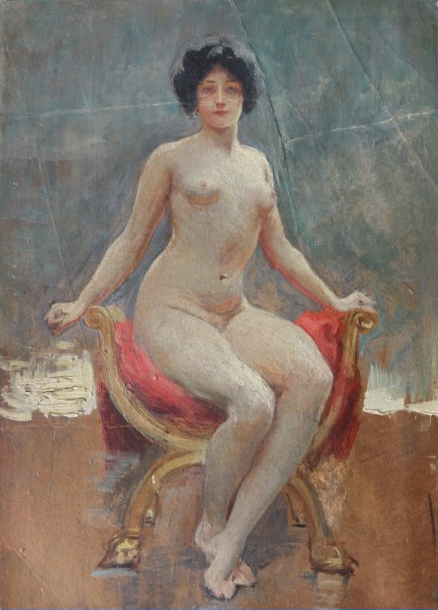
Anna Caira, unbekannter Maler, ca. zwischen 1890 und 1914, Casa Museo Académie Vitti

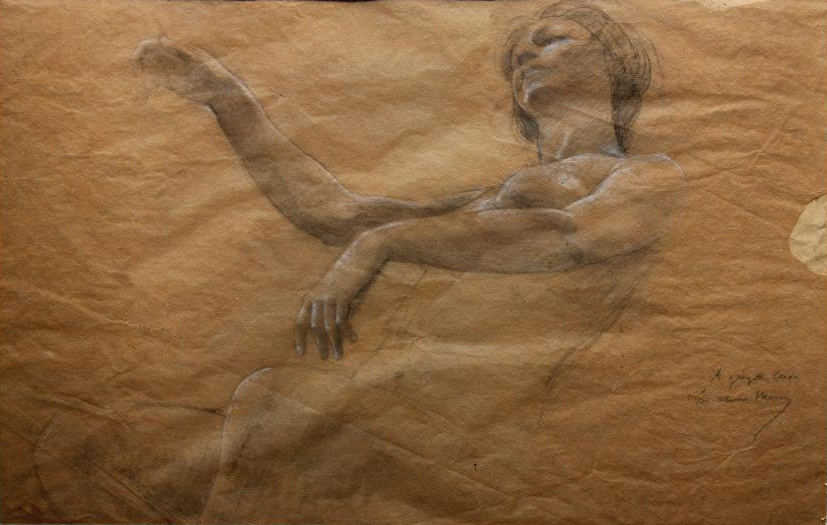
Giacinta Caira von Luc-Olivier Merson, zwischen 1894 und 1914, Giacinta Caira gewidmet, Casa Museo Académie Vitti

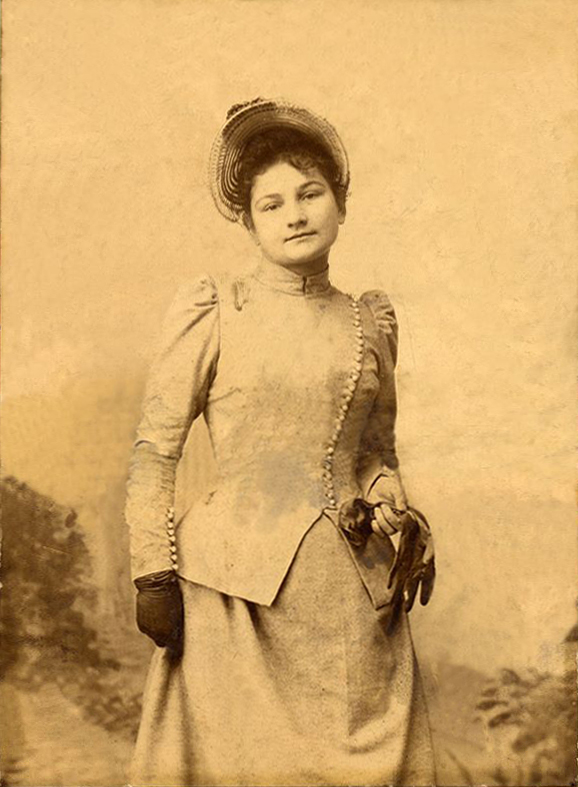
Maria Caira, ca. 1890 bis 1900, Casa Museo Académie Vitti

Das Casa Museo Académie Vitti ist ein Kunstmuseum an der Via Sode Nr. 180 in Atina Inferiore, Ponte Melfa in der Region Latium, Provinz Frosinone in Mittelitalien. Es hat die Académie Vitti in Paris zum Thema, sowie das Leben der drei Caira-Schwestern, die als Modelle in Paris arbeiteten, die Akademie gründeten und leiteten. 

## Geschichte
Maria Caira (* 1872 in Gallinaro; † 1949) und ihre beiden Schwestern, Anna (* 1879 in Gallinaro; † 1916) und Giacinta (* 1882 in Gallinaro; † 1947) waren die Töchter von Silvio und Domenica Caira. Sie arbeiteten in Paris für verschiedene Fotografen, Maler und Bildhauer als Modelle. 1889 stand zum Beispiel Maria Caira für die Diana von Frederick William MacMonnies Modell. Für die lebensgroße Skulptur bekam MacMonnies im Pariser Salon 1889 eine Ehrenvolle Erwähnung (Honorable Mention). MacMonnies unterrichtete später Bildhauerei in der Académie Vitti.
1894 gründeten Maria und ihr Mann Cesare Vitti (* Casalvieri), den sie inzwischen geheiratet hatte, die Académie Vitti. Maria selbst stand Modell in der Akademie, wie auch ihre beiden Schwestern Anna und Giacinta. Über den Ausbruch des Ersten Weltkrieges waren Cesare Vitti und die Schwestern so entsetzt, dass sie 1914 die Akademie schlossen und nach Italien zogen, bis auf Anna, die inzwischen bei ihrem Ehemann Henry Antoine Meilheurat des Pruraux lebte.
Cesare, Maria und Giacinta zogen in das Haus, in dem sich heute das Museum befindet und wohnten dort, bis sie starben. Zuletzt Maria, die 1949 starb. 
Der direkte Nachfahre und Erbe Cesare Erario entschloss sich aus dem Haus ein Museum zu machen, denn den zukünftigen Bestand, der jahrelang von der Familie gehütet und aufbewahrt wurde, besaß er ebenfalls. Er ließ das Haus von den Architekten Francesco Melaragni and Marina Campagna museumsgerecht umbauen und umgestalten.

## Das Museum
Das Museum Casa Museo Académie Vitti wurde am 17. August 2013 unter anderem im Beisein des Museumsdirektors Cesare Erario, des Abgeordneten im Europäischen Parlament Francesco De Angelis, des Kommissars der Provinz Frosinone Giuseppe Patrizi, des Bürgermeisters von Atina Silvio Mancini, der regionalen Consiglieres von Latium Mauro Buschini und Marino Fardelli eröffnet.
Im Erdgeschoss werden unter anderem Fotos, die in der Akademie gemacht wurden, sowie Zeichnungen der Studenten und Lehrer der Académie Vitti gezeigt, aber auch Postkarten und Fotos aus der Zeit davor, als die drei Schwestern bei verschiedenen Fotografen wie Nadar oder Charles Naudet, Malern und Bildhauern Modell standen. Es werden auch Vorträge gehalten. 
Im ersten Stock befinden sich das Sekretariat, ein Ausstellungssaal und ein Saal für Tagungen und Seminare.